# Аберкорн
Аберко́рн (англ. Abercarn) — місто на південному сході Уельсу, в області Карфіллі.
Населення міста становить 10 007 осіб (2001).